# Samoborska kremšnita
Samoborska kremšnita je krem-kolač iz Samobora koji se jede i kad je topao.
Spada u najpoznatije kremšnite u Hrvatskoj.
Glavni sastojci su jaja, brašno, lisnato tijesto, mlijeko i šećer.
U Hrvatskoj je zaštićena kao nematerijalno kulturno dobro.

## Vanjske poveznice
- TZ
- Nedeljnji Vjesnik[neaktivna poveznica]
- [neaktivna poveznica]